# بالای شهر پایین شهر
بالای شهر پایین شهر فیلمی به کارگردانی و نویسندگی اکبر خامین و تهیه‌کنندگی محمدرضا شرف‌الدین و غلامرضا آزادی محصول سال ۱۳۸۰ است.

## خلاصه داستان
داوود که به حرفه نوازندگی مشغول است، در تهیهٔ محل سکونت مناسب برای خانواده‌اش دچار مشکل می‌شود و به دلیل اینکه نمی‌تواند اجاره بهایش را بپردازد، صاحب‌خانه، حکم تخلیه آپارتمانش را می‌گیرد، ولی موقع تخلیه خانه، مینا همسر داوود با صاحبخانه درگیر می‌شود و با ضربهٔ گلدان توسط مینا، صاحب‌خانه به قتل می‌رسد و…

## جشنواره‌ها
فیلم بالای شهر پایین شهر در ششمین دوره جشن خانه سینما (۱۳۸۱) حضور داشته است.